# Elias Cornelis Scholten

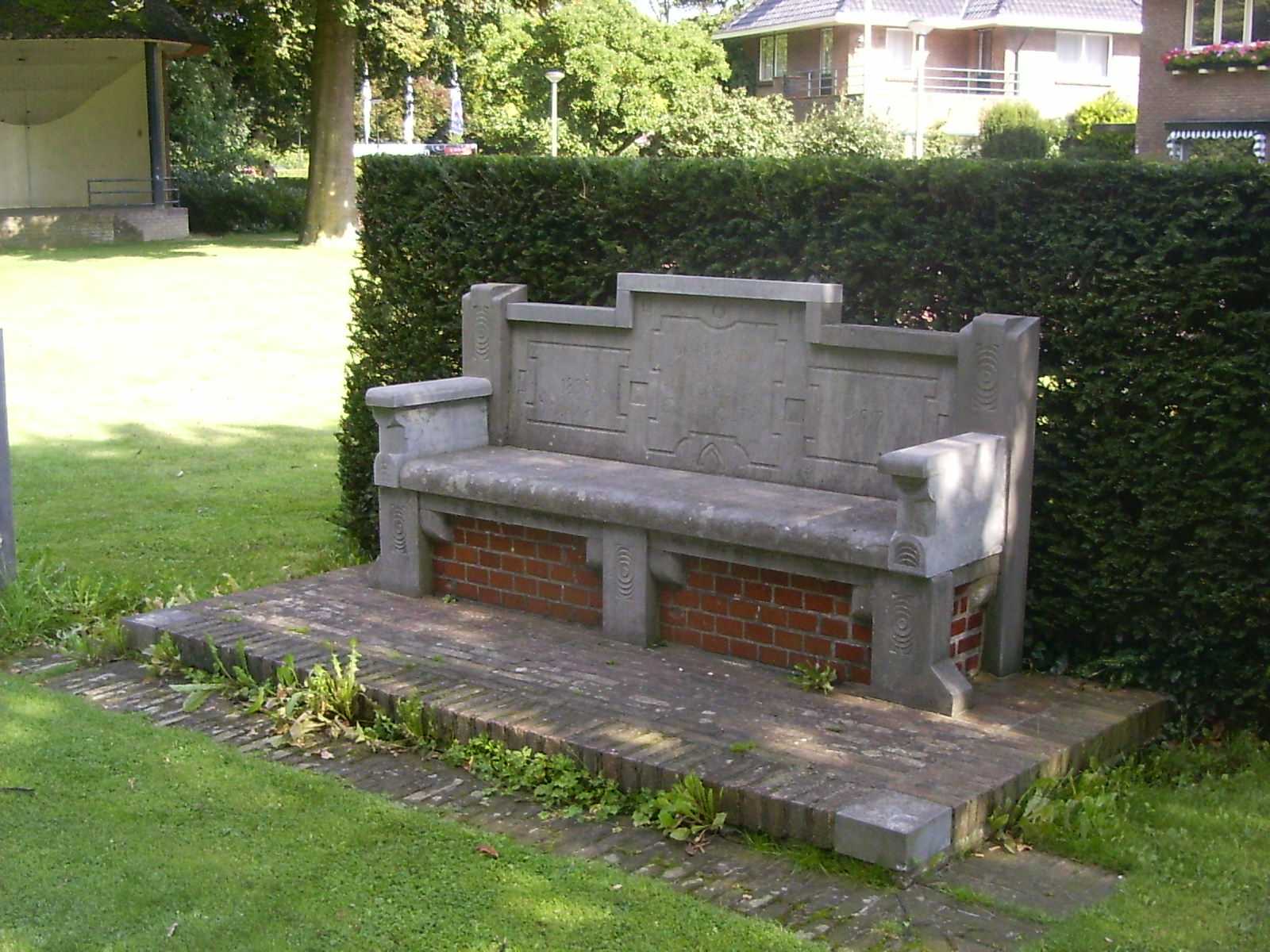
de Scholtenbank

Elias Cornelis Scholten (Ruurlo, 16 juni 1849 - aldaar, 12 april 1929)  was een Nederlandse burgemeester.

## Leven en werk
Scholten werd in 1849 in Ruurlo geboren als zoon van de geneesheer en heelmeester Johan Pieter Scholten en van Elizabeth Johanna Kerkhoven. Hij was van 1872 tot 1883 rentmeester van het Kasteel Ruurlo. Hij volgde als rentmeester zijn oom Wilhelm Hermannus Kerkhoven op, die van 1828 tot 1872 rentmeester was geweest. In 1895 werd hij benoemd tot burgemeester van de toenmalige gemeente Ruurlo. Ook in deze functie was zijn oom Wilhelm Hermannus Kerkhoven - van 1838 tot 1886 - een van zijn voorgangers. Op zijn verzoek kreeg hij met ingang van 1 juli 1917 eervol ontslag verleend als burgemeester. Ter gelegenheid van zijn afscheid werd een gedenkbank, de Scholtenbank,  in het Plantsoen aan de Domineesteeg in Ruurlo geplaatst. Hij overleed in april 1929 - bijna 80 jaar oud - in zijn woonplaats Ruurlo.